# HL-LHC
HL-LHC (англ. High-Luminosity LHC, High Luminosity LHC) («LHC на высокой светимости») — проект модернизации Большого адронного коллайдера (LHC) на более высокую светимость, в пике до 2×1035см−2с−1. Энергия столкновений останется той же. Работа в этом режиме начнётся не ранее 2026 года.

## Временной график
Первые обсуждения проекта возможного развития LHC были начаты в 2011 году. Рассматривалось два направления: в сторону повышения энергии сталкивающихся пучков, либо в сторону повышения светимости коллайдера.
В 2013 году проект HL-LHC был одобрен и принят в качестве среднесрочной программы ЦЕРН на 2014—2018 годы. К концу 2015 года должны быть созданы и испытаны прототипы всех критических узлов, и издан TDR (Technical Design Report).
В 2018—2020 годах планируется модернизация инжекционной части ускорительного комплекса, что позволит повысить светимость вдвое.
В начале 2018 года были установлены готовые для HL-LHC коллиматоры.
В середине июня 2018 года стартовали наземные экскавационные работы над детекторами ATLAS и CMS.
Далее, после набора действующим LHC интегральной светимости 300 фб−1, ориентировочно с начала 2024 года начнётся, собственно, модернизация коллайдера по проекту HL-LHC, которая займёт 2,5 года. Заявленная цель модернизированного коллайдера — набор 3000 фб−1 за 10 лет.
Проработает ориентировочно до 2035 года.

## Повышение светимости
Планируемое повышение светимости достигается за счёт большого числа сгустков с частотой следования 25 нс, высокой интенсивности сгустков и усиления фокусировки в местах встречи. Эти изменения требуют увеличения угла пересечения пучков, что, в свою очередь ведёт к потере светимости за счёт геометрического фактора. Чтобы избежать этого, планируется установка сверхпроводящих крабовых резонаторов, разворачивающих сгустки для лобового столкновения. Для увеличения угла пересечения, и усиления линз финального фокуса планируется использовать магнитные элементы не с традиционным ниобий-титановым, а со станнидом триниобия Nb3Sn и возможно с высокотемпературным сверхпроводящим кабелем и полем до 16 Т (для сравнения, поле поворотного магнита действующего коллайдера равно 8 Т).

## Детекторы
Для того чтобы обработать возросшее число событий потребуется значительная модернизация всех детекторов, установленных на кольце.